# Shota Jabareli
Shota Jabareli –en georgiano, შოთა ხაბარელი– (Dzlevisjvari, URSS, 26 de diciembre de 1958) es un deportista soviético que compitió en judo.
Participó en los Juegos Olímpicos de Moscú 1980, obteniendo una medalla de oro en la categoría de –78 kg. Ganó una medalla en el Campeonato Mundial de Judo de 1983, y cuatro medallas en el Campeonato Europeo de Judo entre los años 1979 y 1983.

## Palmarés internacional
| Juegos Olímpicos   | Juegos Olímpicos   | Juegos Olímpicos  | Juegos Olímpicos |
| Año                | Lugar              | Medalla           | Categoría        |
| ------------------ | ------------------ | ----------------- | ---------------- |
| 1980               | Moscú ( URSS)      | Medalla de oro    | –78 kg           |
| Campeonato Mundial |                    |                   |                  |
| Año                | Lugar              | Medalla           | Categoría        |
| 1983               | Moscú ( URSS)      | Medalla de bronce | –78 kg           |
| Campeonato Europeo |                    |                   |                  |
| Año                | Lugar              | Medalla           | Categoría        |
| 1979               | Bruselas (Bélgica) | Medalla de plata  | –78 kg           |
| 1981               | Debrecen (Hungría) | Medalla de bronce | –78 kg           |
| 1982               | Rostock (RDA)      | Medalla de plata  | –78 kg           |
| 1983               | París (Francia)    | Medalla de bronce | –78 kg           |